# Syndyoceras
Syndyoceras là một chi nhỏ tuyệt chủng của Artiodactyla, thuộc họ Protoceratidae, đặc hữu ở trung tâm Bắc Mỹ từ Thế Miocen (24,8 - 20,6 Ma), tồn tại khoảng 4,2 triệu năm.